# Листяний провулок
Листяни́й прову́лок — зниклий провулок, що існував у Дарницькому районі міста Києва, місцевість Червоний хутір. Пролягав від Ташкентської до Ялинкової вулиці.

## Історія
Виник у середині XX століття під назвою 903-тя Нова вулиця. Назву Листвяний провулок набув 1958 року, у довідниках «Вулиці Києва» наведений під назвою Листяний провулок.
Ліквідований у 1980-х роках у зв'язку з локальними знесеннями малоповерхової забудови в кінцевій частині Червоного хутора.